# Henry Gilbertson Smith
Henry Gilbertson Smith, britanski general, * 1896, † 1977.